# Antònia Font
Antònia Font es un grupo balear formado en 1997 en Mallorca cuya música se caracteriza por su tono pop y letras fantásticas. Las letras de sus canciones mezclan temáticas tan diversas como amplias, abarcando temas como la ciencia ficción, la vida en Mallorca o historias con referencias cinematográficas. La mezcla de todos estos elementos consigue generar atmósferas oníricas originales y personales.
Se les clasifica habitualmente como un grupo de pop, aunque ellos manifiestan no tienen "prejuicios de estilo" a la hora de componer canciones.
El compositor del grupo es Joan Miquel Oliver, que a la vez es el guitarrista. También ha editado discos en solitario y compone para otros grupos.

## Historia

### Origen del nombre
Respecto a las diferentes versiones y leyendas que han circulado, siempre que al grupo se le ha preguntado sobre su nombre, ha respondido que se debe a una compañera de universidad que les acompañó durante el periodo de formación. Cuentan que se alegró mucho cuando decidieron ponerle su nombre a un grupo formado solo por varones, ya que ella siempre los acompañó en todo momento, y ellos habían recibido mucha de su ayuda.
.

### Trayectoria

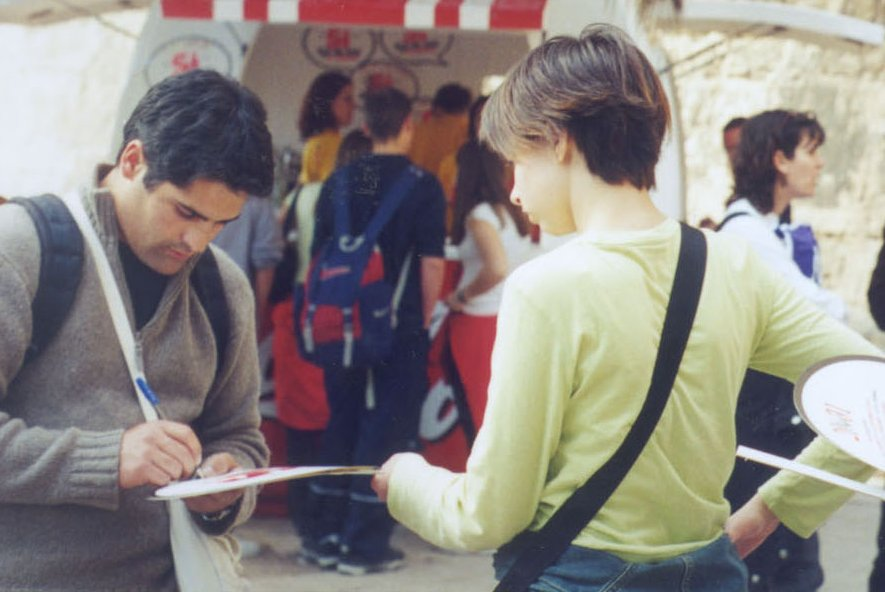
Pau Debon, cantante de Antònia Font, firmando un autógrafo.

En 1997 Antònia Font graba su maqueta con los temas Cibernauta Joan, S'Univers és una festa, Rumba y Es xifon és un aparato y ese mismo año tocan en su primer concierto en Buñola. 
En 1999 grabó en los estudios Tj Sò su primer disco llamado Antònia Font igual que el grupo, bajo la producción de Tomeu Janer.
Dos años más tarde, el 17 de febrero de 2001, presentaron el segundo disco: A Rússia. Optaron en esta ocasión por el continuismo puesto que el anterior había funcionado y la fórmula cultivada les gustaba, según opina Pau Debon, el cantante del grupo. Ya en estos dos discos están muy presentes los elementos sorprendentes.
Su siguiente trabajo discográfico, llamado Alegría, apareció al cabo de un año. Sin abandonar su estilo, el tono y el ritmo de sus canciones sufre un cambio mucho mayor entre el segundo disco y éste que entre el primero y el segundo.
Taxi, el cuarto trabajo discográfico de Antònia Font se presentó en 2004 y lo hizo acompañado de material audiovisual (un DVD y textos adjuntos). 
En 2006 se presentó Batiscafo Katiuskas. Si el disco Taxi se caracteriza por su contenido relacionado con el espacio exterior y los mundos y personajes inventados, Batiscafo Katiuskas es un viaje interior en el que la soledad y melancolía están muy presentes.
Su octavo álbum, séptimo de estudio, Vostè és aquí (Usted está aquí), salió a la venta el 9 de octubre de 2012 precedido por el sencillo "Per jo i tots es ciclistes" (Por mí y todos los ciclistas).
El grupo anunció su disolución en 2013, por «concentrarse en proyectos personales no necesariamente relacionados con la música».
No obstante, en julio de 2021, el conjunto anunció su vuelta tras ocho años de silencio, programando varias actuaciones en directo a lo largo del 2022. El 17 de diciembre estrenaban el sencillo Un minut estroboscòpica, adelanto del álbum que prevén lanzar en 2022.

## Discografía
| Año  | Título                  | Discográfica                                      | Comentarios                                                                                          |
| ---- | ----------------------- | ------------------------------------------------- | --- |
| 1998 | Antònia Font            | Blau/DiscMedi                                     | |
| 2001 | A Rússia                | Música Global                                     | Disco catalán del año en Ràdio 4                                                                     |
| 2002 | Alegria                 | Virgin-Drac                                       | Premio Puigporret de la Crítica al Mejor Disco del Año 2.º Mejor Disco Español para Rockdelux        |
| 2004 | Taxi                    | Blau/DiscMedi                                     | Premio Altaveu del MMVV al Mejor Disco de Pop Mejor Disco del Año para Enderrock y Rock'n'clàssic    |
| 2006 | Batiscafo Katiuscas     | Blau/DiscMedi                                     | |
| 2007 | Coser i cantar          | Blau/DiscMedi                                     | Recopilatorio con canciones de discos anteriores acompañados por la Orquesta Sinfónica de Bratislava |
| 2008 | Pareix talment una foto | Blau/DiscMedi                                     | |
| 2011 | Lamparetes              | Robot Innocent Companyia Discogràfica             | |
| 2012 | Vostè és aquí           | Robot Innocent Companyia Discogràfica             | |
| 2022 | Un minut estroboscòpica | The Orchard Music (en nombre de Primavera Labels) | |

## Premios y reconocimientos
- Mención como Disco catalán del año según Ràdio 4 por el disco A Rússia.
- Premio Puigporret de la crítica al mejor disco del año (2002) en el Mercat de Música Viva de Vic y mención como segundo mejor disco editado en España de ese año según la revista Rockdelux por el disco Alegría.
- Premio Altaveu (año 2004) como mejor disco de pop en el Mercat de Música Viva de Vic y mejor disco del año según Enderrock y Rock'n'clàssic por el disco Taxi.
- Premio Nacional de Música de Cataluña en 2008.